# Nate Lee
Nathaniel Prescott Wei Wah Lee, detto Nate (Derwood, 6 maggio 1994), è un calciatore statunitense di Guam, difensore del Frederick e della nazionale guamana.

## Biografia
È fratello di Alex e Justin, anche loro calciatori. Curiosamente, oltre al fatto che giocano tutti e tre nella nazionale guamana, hanno debuttato insieme, giocando l'amichevole persa 1-0 contro Hong Kong il 28 marzo 2015.

## Carriera

### Club
Ha giocato nella quarta serie nordamericana (statunitense).

### Nazionale
Nel 2015 ha esordito in nazionale.

## Statistiche

### Cronologia presenze e reti in nazionale
| Cronologia completa delle presenze e delle reti in nazionale ― Guam | Cronologia completa delle presenze e delle reti in nazionale ― Guam | Cronologia completa delle presenze e delle reti in nazionale ― Guam | Cronologia completa delle presenze e delle reti in nazionale ― Guam | Cronologia completa delle presenze e delle reti in nazionale ― Guam | Cronologia completa delle presenze e delle reti in nazionale ― Guam | Cronologia completa delle presenze e delle reti in nazionale ― Guam | Cronologia completa delle presenze e delle reti in nazionale ― Guam |
| Data                                                                | Città                                                               | In casa                                                             | Risultato                                                           | Ospiti                                                              | Competizione                                                        | Reti                                                                | Note                                                                |
| ------------------------------------------------------------------- | ------------------------------------------------------------------- | ------------------------------------------------------------------- | ------------------------------------------------------------------- | ------------------------------------------------------------------- | ------------------------------------------------------------------- | ------------------------------------------------------------------- | ------------------------------------------------------------------- |
| 28-3-2015                                                           | Mong Kok                                                            | Hong Kong                                                           | 1 – 0                                                               | Guam                                                                | Amichevole                                                          | -                                                                   |                                                                     |
| 31-3-2015                                                           | Singapore                                                           | Singapore                                                           | 2 – 2                                                               | Guam                                                                | Amichevole                                                          | -                                                                   | 58’                                                                 |
| 19-3-2016                                                           | Taipei                                                              | Taipei cinese                                                       | 3 – 2                                                               | Guam                                                                | Amichevole                                                          | -                                                                   | 82’                                                                 |
| 24-3-2016                                                           | Mascate                                                             | Oman                                                                | 1 – 0                                                               | Guam                                                                | Qual. Mondiali 2018                                                 | -                                                                   | 51’                                                                 |
| 6-6-2019                                                            | Thimphu                                                             | Bhutan                                                              | 1 – 0                                                               | Guam                                                                | Qual. Mondiali 2022                                                 | -                                                                   | 77’                                                                 |
| 5-9-2019                                                            | Dededo                                                              | Guam                                                                | 0 – 1                                                               | Maldive                                                             | Qual. Mondiali 2022                                                 | -                                                                   | 69’ 74’                                                             |
| 10-10-2019                                                          | Canton                                                              | Cina                                                                | 7 – 0                                                               | Guam                                                                | Qual. Mondiali 2022                                                 | -                                                                   |                                                                     |
| 15-10-2019                                                          | Dubai                                                               | Siria                                                               | 4 – 0                                                               | Guam                                                                | Qual. Mondiali 2022                                                 | -                                                                   |                                                                     |
| 19-11-2019                                                          | Male                                                                | Maldive                                                             | 3 – 1                                                               | Guam                                                                | Qual. Mondiali 2022                                                 | -                                                                   |                                                                     |
| 30-5-2021                                                           | Suzhou                                                              | Cina                                                                | 7 – 0                                                               | Guam                                                                | Qual. Mondiali 2022                                                 | -                                                                   | 46’                                                                 |
| 11-6-2021                                                           | Sharja                                                              | Filippine                                                           | 3 – 0                                                               | Guam                                                                | Qual. Mondiali 2022                                                 | -                                                                   |                                                                     |
| 9-10-2021                                                           | Madinat 'Isa                                                        | Guam                                                                | 0 – 1                                                               | Cambogia                                                            | Qual. Coppa d'Asia 2023                                             | -                                                                   |                                                                     |
| 12-10-2021                                                          | Madinat 'Isa                                                        | Cambogia                                                            | 2 – 1                                                               | Guam                                                                | Qual. Coppa d'Asia 2023                                             | -                                                                   |                                                                     |
| Totale                                                              |                                                                     | Presenze                                                            | 13                                                                  |                                                                     | Reti                                                                | 0                                                                   |                                                                     |